# Агрба, Азиз Рашидович
Азиз Рашидович Агрба (абх. Азиз Рашад-иҧа Агрба; 2 (15) октября 1912, Российская империя — 6 июня 1991, Сухуми) — абхазский и советский актёр театра и кино, режиссёр, народный артист Грузинской ССР (1954), народный артист Абхазской АССР (1971). Лауреат Государственной премии им. Д. Гулиа.

## Биография
В 1934 году окончил Сухумскую театральную студию под руководством В. И. Домогарова, учился в студии при Грузинском театре им. Руставели (Тбилиси, 1935—1938).
С 1931 года — актёр Абхазского драматического театра в Сухуми, в 1939—1963 годах — главный режиссёр этого театра.
Избирался депутатом Верховного Совета Абхазской АССР.

## Избранные режиссёрские работы
- «Отелло» Шекспира (1941),
- «Скала героя» Гулиа (1943),
- «Чёрные гости» Гулиа (1955),
- «Данакай» Лакербая (1956),
- «Мышь в амбаре» (1958), «Дом № 12» (1959) Джонуа и Хуатландзия,
- «Кто из нас глухой?» Чкадуа (1958),
- «Кремлёвские куранты» Погодина) (1959).

## Избранные театральные роли
- Сейдык — «Данакай» Лакербая,
- Ананий — «Измена» Сумбатова-Южина,
- Гацый — «Жених» Шавлохова,
- Городничий — «Ревизор» Гоголя,
- Келеш — «Чёрные гости» Гулиа,
- Забелин — «Кремлёвские куранты» Погодина.

## Фильмография
Снялся в четырёх художественных фильмах:
- 1977 — В ночь на новолуние — Нахарбей
- 1975 — У самого Чёрного моря — Гамбетта
- 1975 — Назначаешься внучкой — эпизод (нет в титрах)
- 1969 — Время счастливых находок — эпизод